# Gábor Zsiborás
Gábor Zsiborás (ur. 12 listopada 1957 w Budapeszcie – zm. 7 września 1993 tamże) – węgierski piłkarz grający na pozycji bramkarza. Był reprezentantem Węgier.

## Kariera klubowa
Swoją karierę piłkarską Zsiborás rozpoczął w 1967 roku juniorach klubu Ferencvárosi TC. W 1977 roku awansował do kadry pierwszego zespołu i w sezonie 1977/1978 zadebiutował w jego barwach w pierwszej lidze węgierskiej. W Ferencvárosi grał do końca sezonu 1987/1988. Wraz z Ferencvárosi wywalczył mistrzostwo Węgier w sezonie 1980/1981, trzy wicemistrzostwa Węgier w sezonach 1978/1979, 1981/1982 i 1982/1983 oraz zdobył Puchar Węgier w sezonie 1977/1978.
Latem 1989 Zsiborás przeszedł do innego klubu z Budapesztu, MTK Budapest FC. W sezonie 1989/1990 wywalczył z nim wicemistrzostwo Węgier.
1 września 1993 Zsiborás przygytowywał się z kadrą Węgier do meczu eliminacji do Mistrzostw Świata z Rosją. Podczas treningu na Stadionie im. Flóriána Alberta zasłabł i w szatni stracił przytomność. Zapadł w śpiączkę, a tydzień później, 7 września 1993, zmarł w szpitalu zostawiając żonę i trojaczki.
| Sezon   | Klub            | Kraj  | Rozgrywki | Mecze | Gole |
| ------- | --------------- | ----- | --------- | ----- | ---- |
| 1977/78 | Ferencvárosi TC | Węgry | NB I      | 9     | 0    |
| 1978/79 | Ferencvárosi TC | Węgry | NB I      | 24    | 0    |
| 1979/80 | Ferencvárosi TC | Węgry | NB I      | 30    | 0    |
| 1980/81 | Ferencvárosi TC | Węgry | NB I      | 1     | 0    |
| 1981/82 | Ferencvárosi TC | Węgry | NB I      | 16    | 0    |
| 1982/83 | Ferencvárosi TC | Węgry | NB I      | 24    | 0    |
| 1983/84 | Ferencvárosi TC | Węgry | NB I      | 30    | 0    |
| 1984/85 | Ferencvárosi TC | Węgry | NB I      | 27    | 0    |
| 1985/86 | Ferencvárosi TC | Węgry | NB I      | 30    | 0    |
| 1986/87 | Ferencvárosi TC | Węgry | NB I      | 28    | 0    |
| 1987/88 | Ferencvárosi TC | Węgry | NB I      | 25    | 0    |
| 1988/89 | MTK Budapest FC | Węgry | NB I      | 27    | 0    |
| 1989/90 | MTK Budapest FC | Węgry | NB I      | 28    | 0    |
| 1990/91 | MTK Budapest FC | Węgry | NB I      | 28    | 0    |
| 1991/92 | MTK Budapest FC | Węgry | NB I      | 29    | 0    |
| 1992/93 | MTK Budapest FC | Węgry | NB I      | 30    | 0    |
| 1993/94 | MTK Budapest FC | Węgry | NB I      | 3     | 0    |

## Kariera reprezentacyjna
W reprezentacji Węgier Zsiborás zadebiutował 17 października 1979 w wygranym 3:1 meczu eliminacji do Euro 80 z Finlandią, rozegranym w Debreczynie. Grał w też eliminacjach do Euro 84. Od 1979 do 1987 rozegrał w kadrze narodowej 4 mecze.